# Рашвілл (Небраска)
Рашвілл (англ. Rushville) — місто (англ. city) в США, в окрузі Шерідан штату Небраска. Населення — 816 осіб (2020).

## Географія
Рашвілл розташований за координатами 42°42′48″ пн. ш. 102°28′0″ зх. д. / 42.71333° пн. ш. 102.46667° зх. д. (42.713380, -102.466563).  За даними Бюро перепису населення США в 2010 році місто мало площу 2,98 км², уся площа — суходіл.

## Демографія
Згідно з переписом 2010 року, у місті мешкало 890 осіб у 399 домогосподарствах у складі 226 родин. Густота населення становила 299 осіб/км².  Було 498 помешкань (167/км²).
Расовий склад населення:
| - 73,8 % — білих - 21,9 % — корінних американців - 0,6 % — чорних або афроамериканців - 0,1 % — азіатів |

До двох чи більше рас належало 3,0 %. Частка іспаномовних становила 6,1 % від усіх жителів.
За віковим діапазоном населення розподілялося таким чином: 28,5 % — особи молодші 18 років, 51,5 % — особи у віці 18—64 років, 20,0 % — особи у віці 65 років та старші. Медіана віку мешканця становила 39,3 року. На 100 осіб жіночої статі у місті припадало 78,0 чоловіків;  на 100 жінок у віці від 18 років та старших — 79,2 чоловіків також старших 18 років.
Середній дохід на одне домашнє господарство  становив 43 752 долари США (медіана — 34 911), а середній дохід на одну сім'ю — 57 857 доларів (медіана — 50 795). Медіана доходів становила 26 125 доларів для чоловіків та 32 083 долари для жінок. За межею бідності перебувало 15,4 % осіб, у тому числі 17,2 % дітей у віці до 18 років та 15,0 % осіб у віці 65 років та старших.
Цивільне працевлаштоване населення становило 355 осіб. Основні галузі зайнятості: освіта, охорона здоров'я та соціальна допомога — 18,3 %, публічна адміністрація — 13,0 %, роздрібна торгівля — 12,4 %.